# 海島市
海島市（かいとうし、中国語: 海島市、海島市政區、ポルトガル語: Concelho das Ilhas）は、2001年まで存在していたマカオの基礎自治体。タイパ島とコロアネ島を管轄し、市政庁（市役所）はタイパ島内（現在のタイパ・コロアネ歴史博物館）に位置していた。
19世紀後半、ポルトガルがタイパ島・コロアネ島を占領した当初は澳門市が管轄していたが、後に「海島市」として分離し、マカオの基礎自治体は2市体制となった。
2002年、海島・澳門両市は廃止され、新たにマカオ全域を管轄する行政機関として民政総署が設けられた。

## 姉妹都市
- コインブラ（ポルトガル）